# Épinay-sur-Seine
Épinay-sur-Seine és un municipi francès, situat al departament de Sena Saint-Denis i a la regió d'Illa de França. L'any 1999 tenia 46.409 habitants.
Està dividit entre el cantó d'Épinay-sur-Seine i el cantó de Saint-Ouen, del districte de Saint-Denis. I des del 2016, de la divisió Plaine Commune de la Metròpoli del Gran París.